# Jefto Šašić
Jefto Šašić, general JLA, * 17. avgust 1917, Novska, † 26. november 1998, Beograd.

## Življenjepis
Šašić, študent Kmetijsko-gozdarske fakultete, se je leta 1939 pridružil KPJ; zaradi revolucionarnega delovanja je bil večkrat aretiran. Leta 1941 se je pridružil NOVJ in zasedal več partijsko-politične položaje.
Po vojni je bil načelnik Uprave varnosti, načelnik Uprave za MPV DSNO, pomočnik državnega sekretarja za ljudsko obrambo za PPS,...